# Don Rodrigo
Don Rodrigo è un personaggio immaginario, antagonista principale de I promessi sposi, romanzo di Alessandro Manzoni.

## Analisi del personaggio
Don Rodrigo, (1590-1630) appare nell'opera ottocentesca di Manzoni come antagonista principale in quanto si oppone al matrimonio di due umili personaggi quali Renzo e Lucia, a causa di una scommessa fatta con il cugino. Incarna lo specchio del suo tempo, di quel Seicento di cui il Manzoni ci ha lasciato il quadro più vasto, multiforme e completo che sia mai stato fatto. Egli viene per la prima volta descritto indirettamente nel V capitolo dell'opera in cui fra Cristoforo giunge al suo "palazzo".
Come si può leggere dalla rappresentazione data dal Manzoni, è un personaggio che vive nel crimine e la sua malvagità non conosce limiti. Dal romanzo apprendiamo che il padre era un uomo rispettabile, ben diverso da lui. La descrizione del villaggio può inoltre essere attribuita allo stesso don Rodrigo, che non si fa scrupoli nel commettere ingiustizie. Anche gli abitanti sono di pessimo carattere e tutti sono malfattori, cosa che sta a sottolineare la condizione di vita di don Rodrigo, capo di questa organizzazione.
Signorotto locale, potente e meschino (probabilmente la scelta del nome è influenzata dal personaggio del giovane gentiluomo veneziano Roderigo, nell'Otello di Shakespeare, ma è certa l'influenza sul Manzoni dell'opera The Vision of Don Roderick di Walter Scott, per cui il nome Rodrigo era senz'altro un richiamo alla Spagna), mosso dall'orgoglio di casta e dal terrore della superstizione, si trova al centro della macchina narrativa per una scommessa fatta con il cugino, il conte Attilio, e per un capriccio personale. La sua forza non è reale ma è costituita dai bravi, che nascondono la sua debolezza. Alla fine del romanzo morirà di peste.
Don Rodrigo è un tirannello mediocre che è stato analizzato bene anche da Francesco De Sanctis. Il critico evidenzia l'essenza psicologica di don Rodrigo, che è tutto dominato dal motivo comico e pure altamente tragico del puntiglio, del falso punto d'onore, che lo spinge, di grado in grado, fino al delitto.
Nobilotto degenerato di villaggio, egli non è il peggiore dei suoi pari ed anche se la fatalità della sua posizione morale, frutto dell'ambiente in cui vive e della classe d'appartenenza, non gli dà il diritto di essere assolto, il giudizio negativo del Manzoni è temperato nei suoi confronti da una pensosità religiosa che, nella descrizione della sua morte, si fa addirittura grave e raccolta pietà. Don Rodrigo fa la sua ultima apparizione cosciente nel capitolo XXXIII. Lo scellerato antagonista del romanzo conferma la natura arida e turpe del suo animo, senza alcun segno di riscatto o ripensamento: cinico verso il cugino conte Attilio morto di peste, prepotente e violento anche nel sogno, pauroso e vigliacco di fronte alla malattia e al Griso, il capo dei suoi bravi.
Anche lui va incontro al momento più difficile della sua vita durante la notte, come già era successo a don Abbondio (capitolo II), a Renzo Tramaglino (capitolo XVII) e all'Innominato (capitolo XXI). L'episodio è strutturato in quattro momenti: il rientro a casa con le prime avvisaglie della malattia; la notte con il sonno e il sogno tormentati; il risveglio con la scoperta e il terrore della malattia; il tradimento del Griso con la crisi e l'annichilimento psicofisico. Secondo l'interpretazione di Giovanni Macchia egli si può considerare un don Giovanni mancato: desideroso di possedere Lucia, deve ricorrere alla violenza, poiché incapace di usare la seduzione.

## Il castello di don Rodrigo
La tradizione orale lecchese identifica il palazzotto di don Rodrigo con la villa dello Zucco che, nel Seicento, apparteneva alla casata degli Arrigoni, aristocratici potenti e prepotenti, protagonisti di una lunga faida contro i nobili Manzoni, gli antenati dello scrittore. Alla fine del XVII secolo la proprietà della villa, sita sul promontorio dello Zucco (nei pressi dei rioni di Acquate e Olate), fu trasferita ai conti Salazar e poi agli industriali Guzzi che la fecero demolire per costruire l'attuale edificio razionalista. L'edificio, pertanto, appariva come descritto nel romanzo fino al 1938.

## Titoli nobiliari di don Rodrigo
Come avviene per altri personaggi del romanzo, l'autore non fa alcuna menzione dei titoli nobiliari e della casata di Don Rodrigo.

## L'erede di don Rodrigo
Nell'ultimo capitolo del romanzo viene presentato l'erede di don Rodrigo: si tratta di un marchese che ha perso moglie e figli a causa della peste, e che giunge in paese per ufficializzare la sua presa di possesso dei beni del signorotto.
Il marchese si rivelerà un uomo migliore del suo scellerato predecessore: su richiesta di don Abbondio, si prodigherà per fare annullare il mandato di cattura ancora pendente nei confronti di Renzo, accusato di aver partecipato ai tumulti di Milano; inoltre, si offrirà di acquistare le proprietà dei Tramaglino e dei Mondella ad un prezzo molto alto, così da facilitare il trasferimento e la nuova vita dei due promessi sposi a Bergamo; infine li farà pranzare, il giorno dopo le nozze, nello stesso palazzotto che era stato di don Rodrigo.
Viene descritto come un uomo di mezza età, o di poco oltre, dal carattere modesto e dai modi garbati. Tuttavia, in una società che esalta le differenze, darà il "buon esempio" proprio in occasione del sopracitato pranzo al palazzotto appartenuto a don Rodrigo, dal momento che lascerà gli sposini ed i loro familiari a mangiare in una sala, mentre lui ed il curato consumeranno i pasti in un'altra.